# Gianni Modena
Giovanni Modena, noto anche con lo pseudonimo di Gianni (Verona, 1º settembre 1954), è un multiplista, velocista ed ex bobbista italiano.

## Biografia
Atleta delle Fiamme Oro di Padova, vinse tre volte il campionato italiano di decathlon nel 1972, 1975 e 1977; nel 1976 fu campione italiano nella staffetta 4×100 m. Il 7-8 giugno 1975 stabilì a Parigi il record italiano del decathlon con 7573 punti, migliorando di oltre 500 punti il precedente primato di 7037 punti stabilito nel 1971 da Sergio Rossetti.
Nell'atletica indoor, fu campione italiano del pentathlon per cinque edizioni consecutive dal 1973 al 1977 (record finora imbattuto) e campione italiano dell'eptathlon nel 1983.
Nel decathlon ottenne un 4º posto ai Giochi del Mediterraneo di Algeri 1975 e il 7º posto alle Universiadi di Roma 1975.
A causa di contrasti con gli allenatori della nazionale di atletica, venne escluso dalla selezione inviata alle Olimpiadi di Montréal 1976.
Partecipò con la Nazionale di bob dell'Italia alle Olimpiadi di Lake Placid 1980, classificandosi all'11º posto nel bob a quattro con Andrea Jory, Edmund Lanziner e Georg Werth.